# ランファンQUEST
『ランファンQUEST』（ランファンクエスト）は、TBSテレビで2024年5月1日（4月30日深夜）から毎週水曜（火曜深夜）に放送されているバラエティ番組である。

## 出演者
- THE RAMPAGE from EXILE TRIBE
  - LIKIYA
  - 陣
  - RIKU
  - 神谷健太
  - 与那嶺瑠唯
  - 山本彰吾
  - 川村壱馬
  - 吉野北人
  - 岩谷翔吾
  - 浦川翔平
  - 藤原樹
  - 武知海青
  - 長谷川慎
  - 龍
  - 鈴木昂秀
  - 後藤拓磨
- FANTASTICS from EXILE TRIBE
  - 世界
  - 佐藤大樹
  - 澤本夏輝
  - 瀬口黎弥
  - 堀夏喜
  - 木村慧人
  - 八木勇征
  - 中島颯太

## ネット局
| 放送対象地域  | 放送局             | 系列    | 放送日時                     | 放送期間        | ネット状況 | 備考   |
| ------------- | ------------------ | ------- | ---------------------------- | --------------- | ---------- | ------ |
| 関東広域圏    | TBSテレビ（TBS）   | TBS系列 | 水曜 0:26 - 0:55（火曜深夜） | 2024年5月1日 -  | 制作局     | 制作局 |
| 岩手県        | IBC岩手放送（IBC） | TBS系列 | 水曜 0:26 - 0:55（火曜深夜） | 2024年5月1日 -  | 同時ネット |        |
| 山梨県        | テレビ山梨（UTY）  | TBS系列 | 水曜 0:26 - 0:55（火曜深夜） | 2024年5月1日 -  | 同時ネット |        |
| 石川県        | 北陸放送（MRO）    | TBS系列 | 木曜 0:30 - 1:00（水曜深夜） | 2024年5月16日 - | 遅れネット |        |
| 大分県        | 大分放送（OBS）    | TBS系列 | 日曜 0:58 - 1:28（土曜深夜） | 2024年5月19日 - | 遅れネット |        |
| 岡山県 香川県 | RSK山陽放送（RSK） | TBS系列 | 火曜 1:25 - 1:55（月曜深夜） | 2024年5月21日 - | 遅れネット |        |

## スタッフ
- ナレーター：森一丁
- 構成：吹上よう、古川かおり、あないかずひさ
- TM：大場貴文（TBSテレビ）
- 美術プロデューサー：松永陽登
- 美術ディレクター：田中秀和
- メイク：KIND、Luana
- 編集：谷内遼次
- MA：大田将一
- 音効：鶴巻香奈
- 技術協力：turn up、TOWER LAB.
- 協力：FES
- 編成：野村和矢（TBSテレビ）
- 配信：新川康朗（TBSテレビ）
- 宣伝：村井彩乃（TBSテレビ）
- デスク：小川伸子
- TK：星美香
- ラインP：石井美玖
- AP：中塩仁美
- 制作スタッフ：杉山開都、鵜飼健成、西本海月
- ディレクター：林佳祐（IVS41）、石鉢智也、松井育海（IVS41）、増田柚花
- 演出：中根三美（IVS41）
- プロデューサー：池田絢太・松原由昌（TBSテレビ）、山崎勝（IVS41）、渡邊正人（IVSテレビ制作）
- 制作協力：IVS41
- 制作：TBSテレビコンテンツ制作局制作
- 製作著作：TBS